# Мачапунга

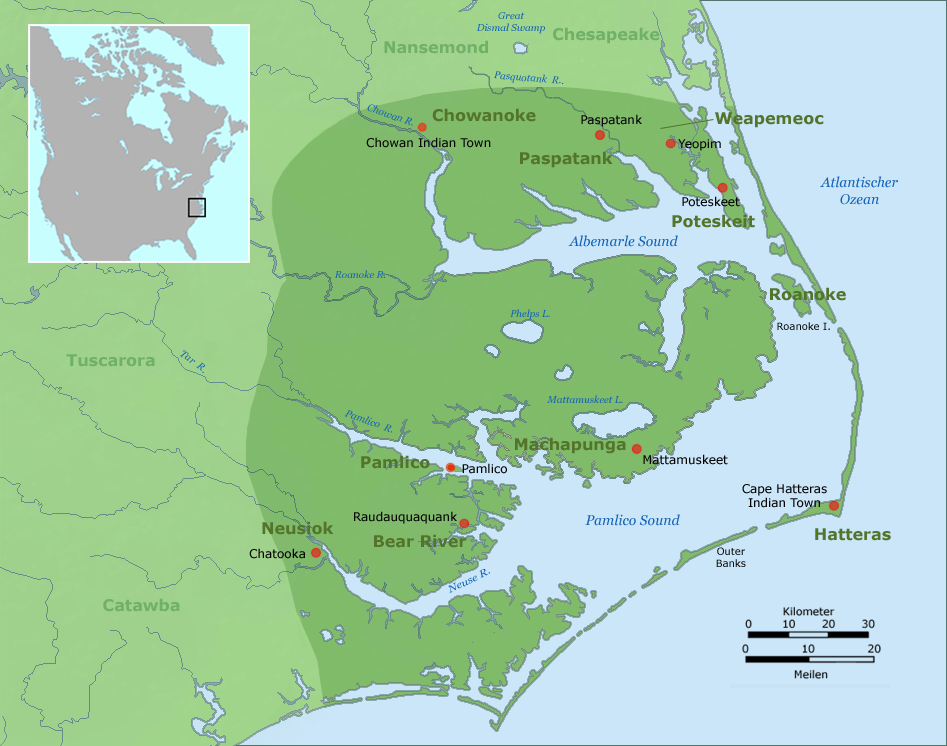
Традиционная территория мачапунга и соседних племён

Мачапунга (англ. Machapunga) — племя североамериканских индейцев алгонкинской языковой группы. Традиционные земли племени находились в прибрежном регионе на территории современного американского штата Северная Каролина.

## Название
Американский антрополог и лингвист Джон Рид Суонтон писал, что слово мачапунга на алгонкинском языке означает «сильная пыль» или «много грязи».

## История
Когда англичане основали свою колонию на острове Роанок, которая просуществовала с 1586 по 1685 год, мачапунга проживали на территории современного округа Хайд. К ним также присоединились родственные секотаны, которые населяли земли между заливами Албемарл и Памлико.
К 1701 году мачапунга, секотаны и некоторые другие алгонкинские племена объединились в единую деревню. В 1711 году жители этой деревни участвовали в Тускарорской войне против британских колонистов. К 1715 году оставшиеся члены племени кори, жившие южнее, также присоединились к мачапунга.
Небольшая группа мачапунга все ещё проживала в Северной Каролине в 1761 году и насчитывая всего 7—8 воинов. Местный миссионер преподобный Александр Стюарт написал, что он крестил семерых взрослых и детей из «Аттамускита, Хаттераса и Роанока». Во 1763 году он крестил ещё 21 индейца этого региона. К 1802 году мачапунга объединились с оставшимися тускарора, тутело, сапони и мехеринами, и вместе с ними переселились на север в Нью-Йорк.

## Население
По оценкам этнографа Джеймса Муни, в 1600 году насчитывалось около 1200 мачапунга. В 1701 году английский исследователь Джон Лоусон писал, что племя насчитывало около 100 человек. В 1775 году среди мачапунга было только 16 воинов, остальные женщины и дети, возможно, в это число включены остатки других алгонкинов Северной Каролины.